# Kyukichi Kishida
Kyukichi Kishida (岸田久吉) (Maizuru, 1888 – Tokyo, 1968) è stato uno zoologo e aracnologo giapponese, principalmente interessato allo studio tassonomico dei ragni, degli opilionidi, miriapodi, insetti, mammiferi e uccelli.

## Biografia
La sua biografia e soprattutto i suoi lavori sono stati analizzati qualche decennio dopo la morte dal suo quarto figlio, prof. Seikichi Kishida (1931-2002).
Il lavoro si è ben presto dimostrato imponente in quanto ha lasciato molte descrizioni di esemplari non più reperibili e quindi rianalizzabili con le metodiche moderne, il che ha generato una notevole quantità di nomina nuda.
Inoltre ha proposto vari nomi per specie descritte da altri aracnologi suoi studenti e colleghi e questo ha generato ulteriori ambiguità e disordine in una classificazione già molto impegnativa di per sé quale è quella dei ragni.

## Taxa descritti
Descrisse vari generi e specie di ragni, tra cui Heptathela, con la specie Heptathela kimurai, e Pireneitega.

## Denominati in suo onore
- Camptoloma kishidai M. Wang & G.H. Huang, 2005 - lepidottero della famiglia Erebidae
- Kishidaia Yaginuma, 1960 - genere di ragni della famiglia Gnaphosidae
- Macroglossum kishidai Cadiou, 1998 - lepidottero della famiglia Sphingidae